# Sainte-Menehould
Sainte-Menehould és un municipi francès, situat al departament del Marne i a la regió del Gran Est.